# Nickelsville
Nickelsville – miasto w Stanach Zjednoczonych, w stanie Wirginia, w hrabstwie Scott.